# Cécile La Grenade
Cécile La Grenade (Grenada, 1952), és una grenadina que es dedica al món de la ciència de l'alimentació. Ha estat Governadora General de Grenada des del 7 de maig de 2013.
És la tercera de cinc germans, provinents d'una família d'empresaris i professors. La seva àvia materna Eva Mary Louise Ollivierre-Sylvester va ser la primera dona dels territoris britànics dels estats del Carib Oriental a pertànyer al Consell Legislatiu de Grenada l'any 1952 després d'aprovar-se el dret de vot de la dona.
Cécile La Grenade es va traslladar als Estats Units, on va passar la seva infància i va realitzar part dels seus estudis. Primer es va llicenciar en Química en la branca científica de la Tecnologia dels aliments per la Universitat de les Índies Occidentals de Jamaica, i posteriorment va realitzar un postgrau i un doctorat en Ciències de l'Alimentació per la Universitat de Maryland dels Estats Units. Després d'haver finalitzat els seus estudis l'any 1992 va tornar a Grenada, on es va fer càrrec de la gestió en l'empresa de producció de productes amb nou moscada fundada per la seva mare Sybil La Grenade.
En aquesta època va decidir entrar al món de la política, ocupant el seu primer lloc com a líder de la Comissió d'Administració Pública de Granada, encarregada de supervisar a tots els funcionaris públics del país.
El 9 d'abril de l'any 2013, va ser elegida Governadora General de Granada, sent investida el 7 de maig del mateix any i succeint en el càrrec l'anterior Governador General Carlyle Arnold Glean. Es va convertir així en la primera dona Governadora General de Granada.

## Premis i condecoracions
- 2013, Gran Comendadora de l'Ordre de l'Imperi Britànic.
- 14 de maig de 2013, Gran Dama Creu de l'Orde de San Miquel i Sant Jordi, per la Reina Isabel II.